# Gottfried Reinhold Treviranus
Gottfried Reinhold Treviranus* (4 de febrero de 1776, Bremen, Alemania – 16 de febrero de 1837) fue un médico y botánico alemán.
Estudió medicina en Gotinga donde se doctoró en 1796. Un año más tarde fue nombrado profesor de Medicina y de Matemática en su ciudad natal.
Defensor de la transformación de las especies, en 1802 publica el libro Biologie oder Philosophie der lebenden Natur, por lo que es considerado junto con Jean-Baptiste Lamarck uno de los primeros en acuñar el término «biología».
- La abreviatura «G.Trevir.» se emplea para indicar a Gottfried Reinhold Treviranus como autoridad en la descripción y clasificación científica de los vegetales.[1]

Gottfried Reinhold Treviranus (4 feb 1776 hasta 16 feb 1837) fue un naturalista alemán. Fue un defensor de la teoría de la transmutación de las especies, una teoría de la evolución sostenida por algunos biólogos antes de la obra de Charles Darwin. Él presentó esta creencia en el primer volumen de su Biologie, oder die Philosophie der Natur lebenden, publicado en 1802, el mismo año se expresaron opiniones similares por Jean-Baptiste Lamarck.
Treviranus nació en Bremen y estudió medicina en Gotinga, donde obtuvo su título de médico en 1796. En 1797 fue nombrado profesor de medicina y matemáticas en el liceo Bremen. En 1816, fue elegido miembro correspondiente de la Real Academia Sueca de Ciencias.
Su hermano menor, Ludolfo Treviranus (1779-1864) fue un botánico.

## Obra
- Physiologische Fragmente. Hannover, 1779–1799
- Vermischte Schriften anatomischen und physiologischen Inhalts (Varios escritos de contenido anatómico y fisiológico) 188 pp., Röwer, Gotinga, 1816; con Bruder Ludolf Christian T. (Prof med, Rostock)
- Biologie oder die Philosophie der Lebenden Natur. 6 vol., 1802-1822
- Erscheinugen und Gestze des Organischen Lebens. 2 vol., 1831-1833
- Beiträge zur Anatomie und Physiologie der Sinneswerkzeuge des Menschen und der Thiere. Bremen, 1828
- Beiträge zur Aufklärung der Erscheinungen und Gesetze des organischen Lebens (Contribuciones a la comprensión de los fenómenos y las leyes de la vida orgánica). Bremen, 1835–1900